# Gnathorhynchus inermis
Gnathorhynchus inermis är en plattmaskart som beskrevs av Schilke 1970. Gnathorhynchus inermis ingår i släktet Gnathorhynchus och familjen Gnathorhynchidae. Inga underarter finns listade i Catalogue of Life.